# Havneparken
Havneparken er en park på Islands Brygge mellem vejen Islands Brygge og kajkanten. 
Den første del af parken blev anlagt efter pres fra lokale beboergrupper. I 1983-84 blev brugsretten til et areal på 10.000 m² overdraget til lokalrådet. Dette område lå nærmest Langebro. I 1995 blev parken udvidet til det nuværende ca. 28.000 m² store område.
Kulturhuset på Islands Brygge er en vigtig del af parken og kan findes ca. midt i parken. En anden vigtig del af Havneparken er Havnebadet, der ligger i vandet ud for den nordlige del af parken. Havnebadet blev åbnet som et midlertidig bad i 2002. Denne midlertidige konstruktion blev i 2003 sejlet til Fisketorvet og omdøbt til Copencabana. Det nuværende permanente havnebad kan huse ca. 600 badende.

## Priser
- Årets gråspurv – 1984
- Den grønne pris – 2000
- Byplanprisen – 2003 tilfaldt bydelen Islands Brygge med Havneparken som en vigtig del.